# José Cretella Júnior
José Cretella Júnior (Sorocaba, 10 de janeiro de 1920 - São Paulo, 11 de abril de 2015) foi um jurista, professor e advogado brasileiro.
Formou-se em Letras Clássicas (1939-1941), na Faculdade de Filosofia, Ciências e Letras da Universidade de São Paulo, e em Direito (1946-1950), na Faculdade de Direito da Universidade de São Paulo, onde obteve o primeiro lugar no vestibular.
Casou-se com a também advogada Agnes Cretella, a quem conheceu na faculdade de Direito. Ambos traduziram inúmeras obras jurídicas para o português brasileiro. Tiveram dois filhos, Celia e José Cretella Neto, este último seguindo a carreira jurídica como professor e autor de obras jurídicas. Agnes faleceu em 2019, quatro anos após José Cretella Júnior.
Foi especializado na disciplina de Direito Administrativo, da qual foi titular na Faculdade de Direito da Universidade de São Paulo, onde exerceu a cátedra ocupada anteriormente por Furtado Mendonça (1856-1882), Rubino de Oliveira (1882-1891), Villaboim (1892-1917), Mello Neto (1917-1927) e Mário Masagão (1927-1969). De 1965 a 1969, foi vice-diretor da Faculdade de Direito de São Bernardo do Campo . Aposentou-se compulsoriamente em 1990. 
Ocupou a cadeira de número 1 da Academia Paulista de Letras.
Produziu mais de uma centena de livros jurídicos de diversos ramos do direito, além de artigos para revistas especializadas, tornando-se uma das principais referências do Direito Administrativo no país e um dos mais citados pelo Supremo Tribunal Federal. Também foi autor de livros escolares, como "Português para o ginásio", "Português para o curso técnico", "Literatura para o colégio", "Dicionário latino", "Latim para o ginásio" e "Novíssima história da filosofia", e de assuntos diversos, como "Viajando pela Europa e pelo mundo" (1986), "Viajando pelos cinco continentes" (1991) e "A poesia de Augusto dos Anjos" (1954).

## Obras jurídicas do autor
1. Administração indireta brasileira. Rio de Janeiro, Forense, 1980.
2. Anulação do ato administrativo por desvio de poder. Rio de Janeiro, Forense, 1978.
3. Bens públicos. São Paulo, Leud, 1975.
4. Comentarios as leis do mandado de segurança. São Paulo, Saraiva, 1979.
5. Comentário à lei antitruste. Rio de Janeiro, Forense, 1995.
6. Comentários à constituição brasileira de 1988. Rio de Janeiro, Forense Universitária, 1989.
7. Comentários à constituição de 1988. Rio de Janeiro, Forense, 1991. 9 volumes.
8. Comentários à lei de imprensa. Rio de Janeiro, Forense, 2004.
9. Comentários às leis de desapropriação. São Paulo, J. Bushatsky, 1972.
10. Controle jurisdicional do ato administrativo. Rio de Janeiro, Forense, 1984.
11. Crimes e julgamentos famosos. São Paulo, Revista dos Tribunais, 2007.
12. Curso de direito administrativo. Rio de Janeiro, Forense, 1967.
13. Curso de direito romano. Rio de Janeiro, Forense, 1968.
14. Curso de direito tributario constitucional. São Paulo, Forense Universitaria, 1993.
15. Curso de filosofia do direito. São Paulo, J. Bushatsky, 1967.
16. Curso de liberdades publicas. Rio de Janeiro, Forense, 1986.
17. Da codificação do direito administrativo. São Paulo, Revista dos Tribunais, 1951.
18. Das licitações públicas. Rio de Janeiro, Forense, 1993.
19. Dicionário das licitações públicas. Rio de Janeiro, Forense, 2000.
20. Dicionário de direito administrativo. São Paulo, J. Bushatsky, 1972.
21. Dicionário de direito do trabalho. Rio de Janeiro, Freitas Bastos, 1951.
22. Direito administrativo brasileiro. Rio de Janeiro, Forense, 1983.
23. Direito administrativo comparado. São Paulo, J. Bushatsky, 1972.
24. Direito administrativo do Brasil. São Paulo, Revista dos Tribunais, 1956. 5 volumes.
25. Direito administrativo municipal. Rio de Janeiro, Forense, 1981.
26. Direito administrativo nos tribunais. São Paulo, Saraiva, 1979.
27. Direito administrativo para concursos públicos. São Paulo, Revista dos Tribunais, 1981.
28. Direito administrativo perante os tribunais. Rio de Janeiro, Forense Universitária, 1994.
29. Direito administrativo. São Paulo, Revista dos Tribunais, 1962.
30. Direito municipal. São Paulo, Ed. Universitaria de Direito, 1975.
31. Direito romano moderno. Rio de Janeiro, Forense, 1971.
32. Direito romano. São Paulo, Revista dos Tribunais, 1963.
33. Direito tributario nos tribunais. São Paulo, Ed. Universitaria de Direito, 1975.
34. Do ato administrativo. São Paulo, J. Bushatsky, 1972.
35. Do desvio de poder. São Paulo, Revista dos Tribunais, 1964.
36. Do impeachment no direito brasileiro. São Paulo, Revista dos Tribunais, 1992.
37. Do mandado de segurança coletivo. Rio de Janeiro, Forense, 1990.
38. Do mandado de segurança. São Paulo, J. Bushatsky, Universidade de São Paulo, 1974.
39. Do poder de polícia. Rio de Janeiro, Forense, 1999.
40. Dos atos administrativos especiais. Rio de Janeiro, Forense, 1995.
41. Dos bens públicos no direito brasileiro. São Paulo, Saraiva, 1969.
42. Dos contratos administrativos. Rio de Janeiro, Forense, 1997.
43. Doutrinas interpretativas do fenômeno jurídico. São Paulo, Revista dos Tribunais, 1950.
44. Droit administratif compare. São Paulo, J. Bushatsky, 1973.
45. Elementos de direito constitucional. São Paulo, Revista dos Tribunais, 1995.
46. Empresa pública. São Paulo, J. Bushatsky, 1973.
47. Filosofia do direito administrativo. Rio de Janeiro, Forense, 1999.
48. Filosofia do direito. Rio de Janeiro, Forense, 1977.
49. Funcionário público. 3. ed. Rio de Janeiro, Forense, 1995.
50. Fundações de direito público. São Paulo, Revista dos Tribunais, 1965.
51. Institutas do imperador Justiniano. 2. ed. São Paulo, Revista dos Tribunais, 2005.
52. Institutas do jurisconsulto Gaio. São Paulo, Revista dos Tribunais, 2004.
53. Introdução ao estudo do direito. Rio de Janeiro, Forense, 1984.
54. Jurisprudência do direito administrativo. São Paulo, J. Bushatsky, 1974.
55. Lei orgânica da previdência social e sua regulamentação. São Paulo, Saraiva, 1961.
56. Les fondations de droit public au Bresil. São Paulo, Libr. Graphique Des Tribunaux, 1965.
57. Liberdades públicas. São Paulo, Bushatsky, 1974.
58. Licitações e contratos do Estado. Rio de Janeiro, Forense, 1996.
59. Lições de direito administrativo. São Paulo, J. Bushatsky, 1970.
60. Manual de direito administrativo. Rio de Janeiro, Forense, 1975.
61. Natureza jurídica da função pública. São Paulo, Saraiva, 1953.
62. Novíssima história da filosofia. São Paulo, J. Bushatsky, 1967.
63. O desvio de poder na Administração Pública. 4. ed. Rio de Janeiro, Forense, 1997.
64. O empregado domestico na nova constituição. Rio de Janeiro, Forense Universitária, 1989.
65. O estado e a obrigação de indenizar. São Paulo, Saraiva, 1980.
66. Os "writs" na Constituição de 1988. Rio de Janeiro, Forense Universitária, 1989.
67. Pratica do processo administrativo. São Paulo, Revista dos Tribunais, 1988.
68. Primeiras lições de direito. Rio de Janeiro, Forense, 1995.
69. Regime jurídico do pessoal extranumerário. São Paulo, s.ed., 1961.
70. Teoria e prática do direito administrativo. Rio de Janeiro, Forense, 1979.
71. Tratado de direito administrativo. Rio de Janeiro, Forense, 1966. 10 volumes.
72. Tratado do domínio público. Rio de Janeiro, Forense, 1984.
73. Tratado geral da desapropriação. Rio de Janeiro, Forense, 1980. 2 volumes.
74. 1.000 perguntas e respostas de direito internacional público e privado. 2. ed. Rio de Janeiro, Forense, 2000.
75. 1.000 perguntas e respostas de direito administrativo e processo administrativo. 11. ed. Rio de Janeiro, Forense, 2003.
76. 1.000 perguntas e respostas de direito administrativo. 3. ed. Rio de Janeiro, Forense, 1999.
77. 1.000 perguntas e respostas de direito civil. 2. ed. Rio de Janeiro, Forense, 1998.
78. 1.000 perguntas e respostas de direito comercial. 3. ed. Rio de Janeiro, Forense, 1999.
79. 1.000 perguntas e respostas de direito constitucional. Rio de Janeiro, Forense, 1998.
80. 1.000 perguntas e respostas de direito do trabalho e de processo do trabalho. 6. ed. Rio de Janeiro, Forense, 2001.
81. 1.000 perguntas e respostas de direito do trabalho. 2. ed. Rio de Janeiro, Forense, 1999.
82. 1.000 perguntas e respostas de direito penal. 4. ed. Rio de Janeiro, Forense, 1999.
83. 1.000 perguntas e respostas de direito romano. Rio de Janeiro, Forense, 2002.
84. 1.000 perguntas e respostas de direito tributário. 2. ed. Rio de Janeiro, Forense, 1998.
85. 1.000 perguntas e respostas de introdução ao estudo do direito. 2. ed. Rio de Janeiro, Forense, 2003.
86. 1.000 perguntas e respostas de introdução à sociologia, de sociologia jurídica e de lógica jurídica. Rio de Janeiro, Forense, 2003.
87. 1.000 perguntas e respostas de processo civil. 7. ed. Rio de Janeiro, Forense, 2000.
88. 1.000 perguntas e respostas de processo penal. Rio de Janeiro, Forense, 1996.
89. 1.000 perguntas e respostas sobre funcionário público. Rio de Janeiro, Forense, 1999.
90. 1.000 perguntas e respostas sobre instituições de direito público e privado. Rio de Janeiro, Forense, 1999.
91. 1.000 perguntas e respostas sobre o estatuto da OAB e o código de ética e disciplina. 2. ed. Rio de Janeiro, Forense, 1999.
92. 1.000 perguntas e respostas sobre teoria geral do estado. Rio de Janeiro, Forense, 2000.